# Аксилет, Алексис
Алексис Аксилет (фр. Alexis Axilette; 1860, Дюрталь — 1931) — французский живописец.

## Биография
Ученик Жана Леона Жерома и Эрнеста Эбера. В 1885 году был удостоен Римской премии и работал в Италии. Регулярно выставлял свои произведения в парижском Салоне, в 1892 году получил серебряную медаль за картину «Лето». Приобрёл известность как портретист: среди его работ — портреты скульптора Александра Фальгьера, писателя Мориса Барреса, композитора Фернана Коро и других. В 1900-е годы испытал влияние импрессионизма, много рисовал пастелью. Был одним из первых, кто заметил талант Жоржа Брака (в 1906 году Брак гостил у Аксилета в Дюртале, Аксилет приобрёл одну из его работ).
Кавалер Ордена Почётного легиона (1903).